# Gaultheria vaccinioides
Gaultheria vaccinioides är en ljungväxtart som beskrevs av August Heinrich Rudolf Grisebach och Hugh Algernon Weddell. Gaultheria vaccinioides ingår i släktet Gaultheria och familjen ljungväxter. Inga underarter finns listade i Catalogue of Life.